# Флора Литвы
Флора Литвы включает в себя около 10 600 видов растений. Из них около 1350 — сосудистых растений; около 335 — мохообразные; около 2000 — морские водоросли. Лишайники представлены около 500 видами, грибы — 6400 видов. Около 550 из этих видов считаются вымершими или на стадии вымирания.
Литва расположена в лиственном (покрытосеменные) лесном поясе растений. Множество видов на сравнительно небольшой территории Литвы характерны для Южной тайги.

## Биомы

### Леса
Площадь лесного покрова в Литве постоянно изменяется вследствие сельскохозяйственного использования земель. Площадь лесов составляла около 20 % её территории в 1948 году и выросла до примерно 30 % к 1990 году. С тех пор она была относительно стабильной. По мнению ученых, оптимальная лесистость для Литвы составляет около 33 % территории.
Хвойные породы составляют около 60 % от общей площади лесов. Они сосредоточены в северных, западных, восточных и южных частях страны. Основные хвойные деревья — сосна обыкновенная занимает около 40 % лесов, ель — около 20 %.
Лиственные деревья преобладают в центральных районах страны. Березы составляют около 18 % от общего объёма лесов, далее следуют Черная ольха (около 8 %), европейская осина (около 8 %); остальное составляют дуб, ясень, вяз. клён, липа. 
Старовозрастные леса являются относительно редкими в Литве, их численностью — около 100. Эти леса занимают около 580 кв. км.

### Водно-болотные угодья
Около 5 % из Литвы покрыта водно-болотными угодьями; они классифицируются как торфяники. Характерные виды растений для них — Scheuchzeria,  пушица (хлопок-травка), росянка, морошка, клюква и Андромеда polifolia (болотный-розмарин).
Летом торфяники подвержены лесным пожарам. С 1994 по 1999 год их было в Литве в летний период около 280.

### Прибрежные и озерные растения
К прибрежным и озерным растениям Литвы относятся ряска, хвощи, bullrushes, осоки и травы.

## Культурные растения
Основные виды культурных растений это — виды ржи, пшеницы, овса, ячменя, гороха, картофеля, сахарной свеклы и льна. Около 46 % территории страны занимают возделываемые земли.
Помимо этих основных культур, в Литве растут грибы и ягоды, лекарственные растения — боярышник, чабрец и зверобой